# Voleibol de praia nos Jogos Asiáticos de Praia de 2008
As competições de voleibol de praia nos Jogos Asiáticos de Praia de 2008 foram disputadas entre 18 e 26 de outubro. Dois torneios foram realizados.

## Calendário
| Outubro           | 18 | 19 | 20 | 21 | 22 | 23 | 24 | 25 | 26 | Finais |
| ----------------- | -- | -- | -- | -- | -- | -- | -- | -- | -- | ------ |
| Voleibol de praia |    |    |    |    |    |    |    |    | 2  | 2      |

## Quadro de medalhas
| Ordem | País        | Medalha de ouro | Medalha de prata | Medalha de bronze |   |
| ----- | ----------- | --------------- | ---------------- | ----------------- | - |
| 1     | Tailândia   | 1               | 1                |                   | 2 |
| 2     | Indonésia   | 1               |                  |                   | 1 |
| 3     | Cazaquistão |                 | 1                | 2                 | 3 |
| TOTAL | TOTAL       | 2               | 2                | 2                 | 6 |

## Medalhistas
| Evento               | Ouro                                                   | Prata                                              | Bronze                                                |
| Masculino (detalhes) | Andy Ardiyansah Koko Prasetyo Darkuncoro INA Indonésia | Alexandr Dyachenko Alexey Kulinich KAZ Cazaquistão | Alexey Sidorenko Dmitriy Yakovlev KAZ Cazaquistão     |
| Feminino (detalhes)  | Usa Tenpaksee Jarunee Sannok THA Tailândia             | Yupa Phokongloy Kamoltip Kulna THA Tailândia       | Alexandra Turicusheva Tatyana Maskova KAZ Cazaquistão |